# Who Cares if You Listen
«Who Cares if You Listen?» es un artículo escrito por el compositor estadounidense Milton Babbitt (1916-2011) y publicado en la edición de febrero de 1958 de High Fidelity. Titulado por Babbitt como «The Composer as Specialist» (y posteriormente retitulado por los editores de High Fidelity), se encuentra entre las obras más conocidas de Babbit y personifica la distancia que se había formado entre muchos compositores y sus oyentes. En palabras de Anthony Tommasini en The New York Times, "Hasta el día de hoy, se toma como evidencia de que él y los de su calaña desprecian al público".
Babbitt usaba la técnica del serialismo integral en sus composiciones, que en sus manos podía ser un modo altamente técnico de composición musical. El artículo no se refiere en absoluto al serialismo, sino que adopta la posición de que la música "seria", "avanzada", como las matemáticas, la filosofía y la física avanzadas, es demasiado compleja para que un "hombre normalmente bien educado sin una preparación especial" pueda "comprenderla".

## El artículo
En este artículo y a lo largo de sus escritos, el tema de Babbitt es "la cultura estadounidense, que él encuentra amenazada por el populismo. Ha producido poca comprensión significativa o diálogo sobre la música, argumenta, y ha forzado al compositor 'serio' y 'avanzado' a un estado de aislamiento".
Babbitt describe la "música seria", la "música avanzada" como "una mercancía que tiene un valor comercial pequeño, nulo o negativo", y al compositor de esa música como, "en esencia, un compositor de 'vanidad'". Es una música que el gran público desconoce en gran medida y que no le interesa. "Después de todo, el público tiene su propia música, su música omnipresente: música para comer, para leer, para bailar..." Los músicos intérpretes también rara vez están interesados en la música "avanzada", por lo que rara vez se interpreta y las ocasiones excepcionales son principalmente "conciertos con poca asistencia ante una audiencia compuesta principalmente por compañeros 'profesionales'. En el mejor de los casos, la música parecería ser para, de y por especialistas". Babbitt continúa sosteniendo, sin embargo, que la música no puede "evolucionar" si solo intenta atraer al "público". "Y así, me atrevo a sugerir que el compositor se prestaría a sí mismo y a su música un servicio inmediato y eventual mediante la retirada total, resuelta y voluntaria de este mundo público a uno de ejecución privada y medios electrónicos, con su posibilidad muy real de eliminación completa del público y los aspectos sociales de la composición musical". Reconoce los problemas prácticos para el compositor de música "avanzada" no patrocinado por el público que asiste a conciertos: "Pero, ¿cómo, se puede preguntar, servirá esto para asegurar los medios de supervivencia para el compositor y su música? Una respuesta es que, después de todo, esa vida privada es lo que la universidad proporciona al erudito y al científico". Concluye: “si no se soporta esta música [avanzada], el repertorio de silbidos del hombre de la calle se verá poco afectado... Pero la música dejará de evolucionar y, en ese importante sentido, dejará de vivir."

## Controversia sobre el título
En una entrevista con Gabrielle Zuckerman para "American Mavericks" en American Public Media en 2002, Babbitt admite que la "historia" de "Who Cares if You Listen" lo había "perseguido" y "enojado". Continúa afirmando que el artículo era originalmente una conferencia titulada "Off the Cuff" y que el título "Who Cares if You Listen" no fue autorizado por él. De hecho, algunos años antes, afirmó que el título que envió a High Fidelity fue "El compositor como especialista", a pesar de la línea de apertura del artículo. Sin embargo, "el artículo fue recortado imprudentemente y un editor le dio su título incendiario". En la entrevista, Babbitt sugiere que el título publicado "tenía poco de la letra y nada del espíritu del artículo", y protesta: "Por supuesto, me importa si escuchas". Sin embargo, la sugerencia de Babbitt en el artículo para el compositor de "música avanzada" es un "retiro resuelto, total, decidido y voluntario de este mundo público a uno de interpretación privada".
Tommasini no fue el único que señaló que las protestas de Babbitt sobre el título "pueden sonar como control de giro revisionista". Si el contenido del artículo se reflejó en el título es motivo de controversia. Por un lado, "Mr. Babbitt irá a su tumba famoso, entre otras cosas, por una pieza de prosa cuyo título publicado "¿A quién le importa si escuchas?", insiste, fue agregado por un editor insensible. Sin embargo, el título refleja con precisión las ideas del ensayo..."  Por otro lado, "Aunque el ensayo en realidad no expresa el sentimiento de su título falso, uno podría, en una lectura superficial, tal vez, sacar eso de él.

## Recepción histórica
Según Michael Beckerman, en The New York Times en 1994, "Milton Babbitt combinó el imperativo evolutivo con un genuino desprecio por su audiencia en su infame artículo, 'Who Cares if You Listen'... Estas tácticas contrastan con las de compositores como Janacek, Bartok y Debussy, quienes nunca abogaron por batallas antagónicas o sintieron que las visiones alternativas debían ser suprimidas en nombre del progreso".
En 1997, K. Robert Schwarz comparó el serialismo con la música "avanzada" que Babbitt describió en su artículo y agregó: "En la década de 1960, los serialistas tenían prestigio intelectual y ocupaban puestos académicos influyentes. Lo único que les faltaba era público. De hecho, al público mayoritario no le gustaba su trabajo, prefiriendo la música de los tradicionalistas que conservaban vínculos con la tonalidad: Copland, Barber, Prokofiev, Shostakovich y Britten. En los círculos académicos, esos compositores fueron objeto de burla, vistos como fósiles prescindibles de una época pasada". Nueve años más tarde, Walter Simmons se hizo eco de la creencia de Schwarz, y nombró, además de Barber, a Nicolas Flagello, Ernest Bloch, Howard Hanson, Paul Creston y Vittorio Giannini como víctimas de "una lista negra de facto de compositores que no se ajustaron a la versión aprobada [es decir, pro-modernista] de la historia de la música", y cita el artículo de Babbit como personificación de "la actitud despectiva de los compositores modernistas". En una reseña del libro de Simmons, sin embargo, David Nicholls no estuvo de acuerdo, refiriéndose a la afirmación de Simmons como una "teoría de la conspiración" y atribuyendo la indiferencia de los compositores que cita a sus "limitaciones artísticas". Otra interpretación fue propuesta por Joseph N. Straus. Straus realizó un estudio de investigación que consideró seis preguntas sobre la actividad compositiva estadounidense de las décadas de 1950 y 1960: (1) ¿quién controlaba la academia?, (2) ¿la música de quién se publicaba?, (3) ¿la música de quién era interpretada?, (4) ¿la música de quién era grabada?, (5) ¿quién recibía los premios, galardones y becas?, (6) ¿la música de quién era reseñada? A partir de esta evidencia, el autor concluyó: "A medida que el período llegaba a su fin, la academia estadounidense estaba dominada, como lo había estado durante las décadas de 1950 y 1960, por compositores orientados tonalmente".
Finalmente, el artículo da un vistazo a cómo Babbitt vio el futuro de la música en 1958: "La divergencia sin precedentes entre música seria contemporánea y sus oyentes, por un lado, y música tradicional y su siguiente, en el otro, no es accidental y—más probablemente—no transitorio." En esta predicción, sea perfectamente cuidadoso. "De hecho  considera los problemas para la supervivencia de música que está posado por la discrepancia entre la música que resultados de la vida del compositor-largo, el compromiso del profesional con música y sus avances, por un lado, y los intereses del poner público en el otro, una situación qué era troubling entonces y ha no devenir cualquier menos troubling sobre los años." "A este particular, 'El Compositor cuando Especialista' aparece más pertinente que nunca, dado que el paseo hacia la justificación económica de disciplinas universitarias tiene, en Europa al menos, logró una etapa crítica."

## Otras referencias
- Tawa, Nicholas E. (1987), A Most Wondrous Babble: American Art Composers, Their Music, and the American Scene, 1950–1985, Westport, Connecticut: Greenwood Press.

- Datos: Q7997186